# Playa de San Antolín
La playa de San Antolín está situada en la localidad española de Naves, en el concejo asturiano de Llanes.

## Descripción
Es la mayor playa del concejo con 1200 metros de longitud. Es una playa seminatural, recta, de arena fina y grava, abierta al mar Cantábrico.
Es de peligrosidad alta debido a que da a mar abierto y tiene fuerte oleaje.
Desde el punto de vista medioambiental es una playa considerada paisaje protegido, con catalogación de ZEPA y LIC, con vegetación en la playa. Por este motivo está integrada en el Paisaje Protegido de la Costa Oriental de Asturias, al igual que las estribaciones orientales de la sierra de Cuera, a poca distancia y que confieren al paisaje de la playa un atractivo más.En las inmediaciones se sitúa la iglesia románica de San Antolín de Bedón. En esta playa desemboca el río Bedón o de Las Cabras. 

## San Antolín
Este pueblo cuenta con cien vecinos, la mayor parte nativos, pero también con veraneantes que atraídos por las bellezas y servicios que se les prestan, forman parte de la comunidad. Hay dos playas: San Antolin de Bedón, de una longitud de 2 km, de finísima arena, comunicándose por un camino peonil con la playa de Torimbia, a la vez por la playa se puede pasar por un túnel natural a la playa de Portacos. Esta playa tiene una ría en la cual desemboca el río Bedón, delicia de los pescadores por la abundancia de truchas, y dispone de un mirador que domina toda la playa con un aparcamiento debidamente acondicionado.